# Yellowstone (sèrie de televisió)
Yellowstone és una sèrie de televisió dramàtica neo-western americana creada per Taylor Sheridan i John Linson per a Paramount Network. La sèrie es va estrenar el 20 de juny de 2018 i va acabar el 15 de desembre de 2024, després de cinc temporades, amb un total de 53 episodis. És protagonitzada per Kevin Costner, Luke Grimes, Kelly Reilly, Wes Bentley, Cole Hauser, Kelsey Asbille i Gil Birmingham en papers principals. La trama segueix els conflictes al llarg de les fronteres compartides del ranxo Dutton de Yellowstone, la reserva índia Broken Rock, el Parc Nacional de Yellowstone i els promotors immobiliaris.
El 2013, Sheridan va començar a treballar en la sèrie, després d'haver-se cansat d'actuar, i va passar a l'escriptura de guions. Havent viscut a les zones rurals d'estats com Texas i Wyoming, Sheridan va ambientar la sèrie a Montana i va escriure els primers episodis a Livingston. Sheridan inicialment va proposar la sèrie a HBO, però la cadena la va rebutjar. El maig de 2017, Paramount Network va anunciar que havia donat llum verda a la seva primera sèrie amb guió, Yellowstone, i que seria escrita, dirigida i produïda executivament per Sheridan.
La sèrie es va convertir en la primera de la franquícia televisiva de Yellowstone que inclou tant les preqüeles 1883 (2021–2022) com 1923 (2022–2025) com les properes seqüeles The Madison i Y: Marshals, mentre que diverses altres sèries derivades encara es troben en diverses etapes de desenvolupament.